# Carl Graumann
Carl Gustaf Graumann, född 22 november 1865 i Falun, död 18 november 1945 i Falun, var en svensk konstnär, ciselör, gravör och silversmed.
Han var son till juveleraren Carl Gustaf Graumann och Maria Lovisa Lindbom. Efter avslutad skolgång i Falun reste Graumann till Göteborg där han studerade konst för Bruno Liljefors vid Valands målarskola innan han fortsatte sin utbildning för Jules Joseph Lefebvre i Paris. Därefter företog han studieresor till Bretagne och Algeriet innan han återvände till Sverige. Hans bildkonst består av porträtt, genremålningar och figurmotiv samt skildringar från västkustnaturen. Graumann är representerad vid Teosofiska samfundets galleri i Point Loma, Kalifornien och med en kaffeservice i silver vid Nationalmuseum i Stockholm.